# Orang Kayo Hitam
Orang Kayo Hitam is een bestuurslaag in het regentschap Jambi van de provincie Jambi, Indonesië. Orang Kayo Hitam telt 1627 inwoners (volkstelling 2010).